# Ямана Мотитоё
Ямана Мотитоё (яп. 山名持豊,やまなもちとよ; 6 июля 1404 — 15 апреля 1473) — японский государственный и военный деятель XV века периода Муромати, глава рода Ямана (1433—1454, 1458—1472), самурай-докоро (1440—1441), сюго сёгуната Муромати. Известен также как Ямана Содзен.

## Биография
Ямана Мотитоё родился 6 июля 1404 года в самурайской семье Яманы Токихиро (1367—1435), высокопоставленного военного сёгуната Муромати. В 1433 году Мотитоё стал главой рода Ямана и был назначен Сюго (военным губернатором) провинций Тадзима, Бинго, Аки и Ига. Некоторое время он также служил главой ведомства Самурай-докоро.
В 1441 году Мотитоё принял участие в карательной экспедиции против рода Акамацу, глава которого, Акамацу Мицусукэ, убил сёгуна Асикага Ёсинори. За захват цитадели противника в Харимакинояма Ямана был назначен военным губернатором провинции Хариму, а его родственники — губернаторами Бидзэна и Мимасакы. Благодаря этому род Ямана превратился в один из самых могущественных самурайских родов Японии.
В 1450 году Мотитоё передал председательство сыну Норитоё, а сам, оставляя при себе основные рычаги власти, принял монашеский постриг и имя «Сохо». Впоследствии он изменил его на «Содзэн».
Свою дочь Мотитоё отдал замуж за сёгунского советника Хосокаву Кацумото, совместно с которым вмешался в междоусобицу в роде Хатакэяма. Однако вскоре между тестем и зятем вспыхнул конфликт из-за стремления последнего возродить род Акамацу. Когда Кацумото заручился поддержкой Исэ Садатики, инициатора возрождения Акамацу, и стал помогать Хатакэяма Масанази, Мотитоё стал на сторону Хатакэямы Ёсинари. Конфликт усугубился из-за вмешательства двух родственников в распри рода Сиба: на должность главы этого рода Кацумото поддержал Сибу Ёситоси, а Мотитоё — Сибу Ёсикадо. Окончательно соперничество между тестем и зятем достигло своего апогея, когда в вопросе определения следующего сёгуна Мотитоё поддержал кандидатуру Асикага Ёсихисы, сына правящего сёгуна Асикага Ёсимасы, в то время как Кацумото стал на сторону законного наследника Асикага Ёсими, брата сёгуна.
В 1467 году восточная коалиция под руководством Кацумото и западная коалиция под руководством Мотитоё сошлись в бою в столице Киото, вследствие чего началась затяжная смута Онин. Она разрушила политический фундамент сёгуната Муромати и вызвала раскол рода Ямана.
15 апреля 1473 года Мотитоё умер от болезни. Через два месяца умер его враг и зять Кацумото.
При жизни Мотитоё считался мастером живописи и стрельбы из лука, а также славился своим злейшим нравом и боевым характером.